# آلبرت ویکمانس
آلبرت ویکمانس (انگلیسی: Albert Wyckmans; ۱۲ سپتامبر ۱۸۹۷ – ۲۰ ژوئن ۱۹۹۵) دوچرخه‌سوار اهل بلژیک بود.